# Exèrcit de Virgínia del Nord
L'Exèrcit de Virgínia del Nord fou la força principal de l'exèrcit dels Estats Confederats d'Amèrica a l'est durant la Guerra de Secessió
El general Robert E. Lee en fou el comandant.
Aquest exèrcit estava compost de soldats dels estats de Virgínia, Carolina del Sud, Carolina del Nord, Maryland, alguns regiments venien d'Alabama, d'Arkansas, uns pocs de Tennessee, Mississipi, per bé que aquests darrers depenien de l'Exèrcit de Tennessee. L'estat de Virgínia fou dividit en dos el 1863. La part envaïda era rocosa i posseïa poca població; una part d'aquesta combaté pel sud, donat que es consideraven virginians, i foren incorporats en els regiments de l'estat de Virgínia, abans de compondre tres batallons d'infanteria, tres d'artilleria i tres de cavalleria, numerats de l'1 al 3. L'exèrcit de Virgínia del Nord tenia una posició estratègica enfront dels Estats de la Unió. Tenia al davant seu l'Exèrcit del Potomac.
Aquests són els dos exèrcits que s'enfrontaren durant la Batalla de Manassas, (anomenada Bull Run al nord), el 21 de juliol de 1861, pels volts de la cèlebre Batalla de Gettysburg (1,2,3 de juliol de 1863).